# Landauíta
La landauíta es la forma mineral de un óxido múltiple de composición NaMn2+Zn2(Ti, Fe3+)6Ti12O38. 
Fue descubierta por A.M. Portnov, L.Y. Nikolayeva y T.I. Stolyarova en 1966 en el macizo de Burpala (República de Buriatia, Rusia) y debe su nombre al físico ruso Lev Davidovich Landau (1908-1968).

## Propiedades
La landauíta es un mineral negro opaco, translúcido en extremos finos, de brillo submetálico.
Tiene dureza 7,5 en la escala de Mohs (comparable a la del granate) y una densidad de 4,42 g/cm³.
Cristaliza en el sistema trigonal, clase romboédrica.
Exhibe un fuerte pleocroísmo, en verde botella (X,Z) y verde (Y).
La landauíta de la localidad tipo tiene un 73% de TiO2, un 11% de ZnO, un 6,8% de Fe2O3 y un 4,1% de MnO. Como principal impureza cabe destacar su elevado contenido de PbO (2%), siendo su fórmula IMA (Na,Pb)(Mn2+,Y)(Zn,Fe)2(Ti,Fe3+,Nb)18(O,OH,F)O38.
Es un mineral ligeramente radioactivo, aunque dicha actividad es apenas detectable.
Es miembro del grupo mineralógico de la crichtonita.

## Morfología y formación
La landauíta forma cristales prismáticos y granos irregulares de hasta 1 mm. Este mineral ha sido observado en vetas de albita que cortan una pegmatita sienita asociada a un plutón alcalino.
Además de con albita, la landauíta aparece junto a brookita, polilitionita, chabazita, monazita, bastnasita y murataíta.

## Yacimientos
La localidad tipo de la landauíta es el macizo alcalino de Burpala (Rusia), donde se han encontrado más de cincuenta minerales ricos en zirconio, niobio, titanio, torio, berilio y tierras raras. En la vecina Mongolia hay landauíta en el macizo de Khan Bogdo, la mayor intrusión de granitos peralcalinos que se conoce.
Otros depósitos de este mineral están situados en los montes Jakupica (Veles, Macedonia del Norte), en el pico Katzenbuckel (Selva de Oden, Alemania) y en Mont Saint-Hilaire (Quebec, Canadá); este último emplazamiento es localidad tipo de varios minerales hidróxidos como doyleíta y hochelagaíta.